# DemoLinux
DemoLinux este printre primele distribuții LiveCD de Linux. 
A fost creat de Roberto Di Cosmo, Vincent Balat și Jean-Vincent Loddo, în 1998.
DemoLinux CD a fost creat cu intenția de a oferi Linux fără instalare pe hard disk. Este primul Linux LiveCD care a făcut posibilă lansarea interfeței grafice fără configurare. 
DemoLinux a fost distribuit pe CD din reviste de specialitate din numeroase țări. Este încă posibil să fie downloadat de pe siteul oficial, dar nu a mai fost dezvoltat din 2002.